# Acipenser gueldenstaedtii
Osciètre, Esturgeon du Danube, Esturgeon diamant
Espèce
Statut de conservation UICN

 CR  : 
En danger critique
Acipenser gueldenstaedtii aussi appelé Osciètre, Esturgeon du Danube ou Esturgeon diamant, est un poisson appartenant à la famille des Acipenseridae.

## Description
C'est une petite espèce d'esturgeon. Il mesure généralement plus de 1 mètre 40 de long, alors que la plupart des esturgeons de cette famille mesurent souvent 3 mètres de long.
La taille moyenne de cette espèce est de 1 mètre 45, mais des spécimens records de cette espèce ont mesuré 2 mètres 36 pour une masse de 115 kilos et un record de longévité de 46 ans.

## Répartition
L'esturgeon du Danube est à la base d'origine eurasienne mais l'aquaculture a entraîné des introductions intentionnelles et accidentelles dans toute l'Europe.
Maintenant  on le retrouve en Azerbaïdjan, en Bulgarie, en Géorgie, en Iran, au Kazakhstan, en Roumanie, en Russie, en Turquie, au Turkménistan et en Ukraine.
L'espèce est éteinte en Autriche, Croatie, Hongrie.

## Reproduction
L'esturgeon du Danube se reproduit dans les rivières de la Volga et de l'Oural.
Les mâles atteignent l'âge de se reproduire en 8 et 13 ans et peuvent se reproduire tous les 2-3 ans tandis que les femelles se reproduisent entre 10 et 16 ans et peuvent se reproduire tous les 4-6 ans.

## Alimentation
Cet esturgeon se nourrit de petits poissons, de mollusques et de crustacés benthiques.